# Ceratoleon brevicornis
Ceratoleon brevicornis is een insect uit de familie van de mierenleeuwen (Myrmeleontidae), die tot de orde netvleugeligen (Neuroptera) behoort. 
Ceratoleon brevicornis is voor het eerst wetenschappelijk beschreven door Esben-Petersen in 1917.